# 鞠山騒動

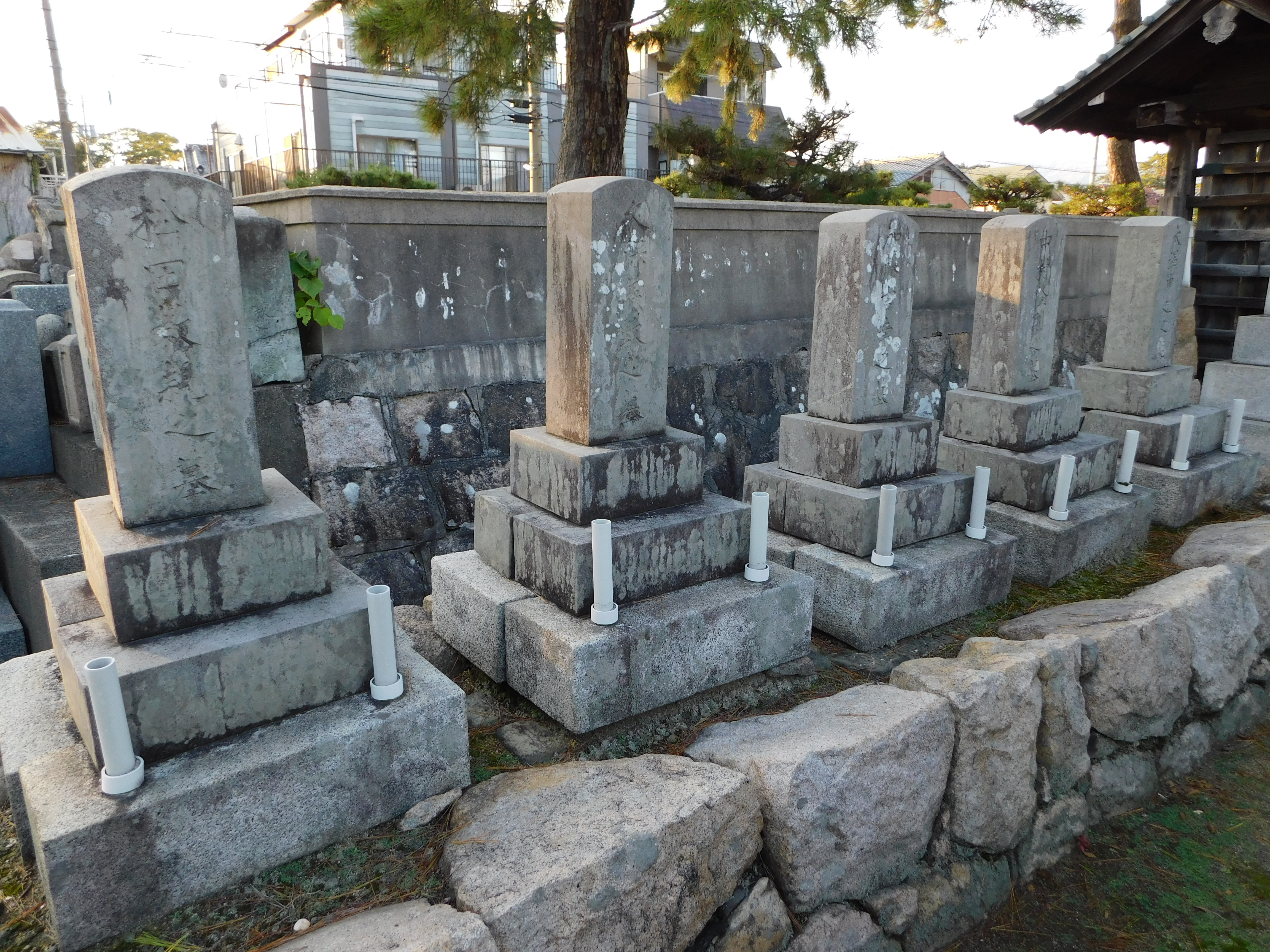
来迎寺の鞠山藩士5名の墓

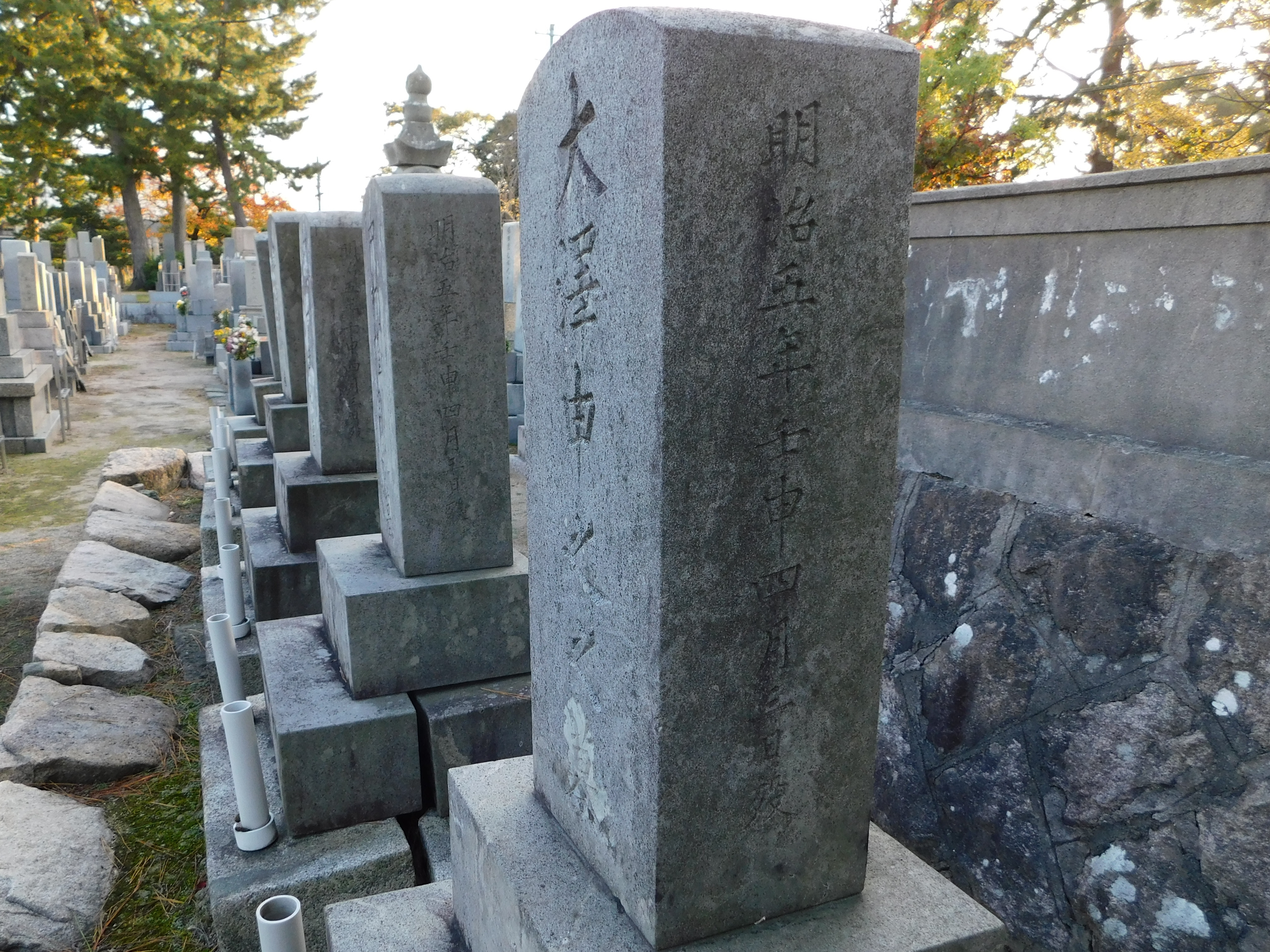
明治5年4月3日に4名切腹(1名は病没)

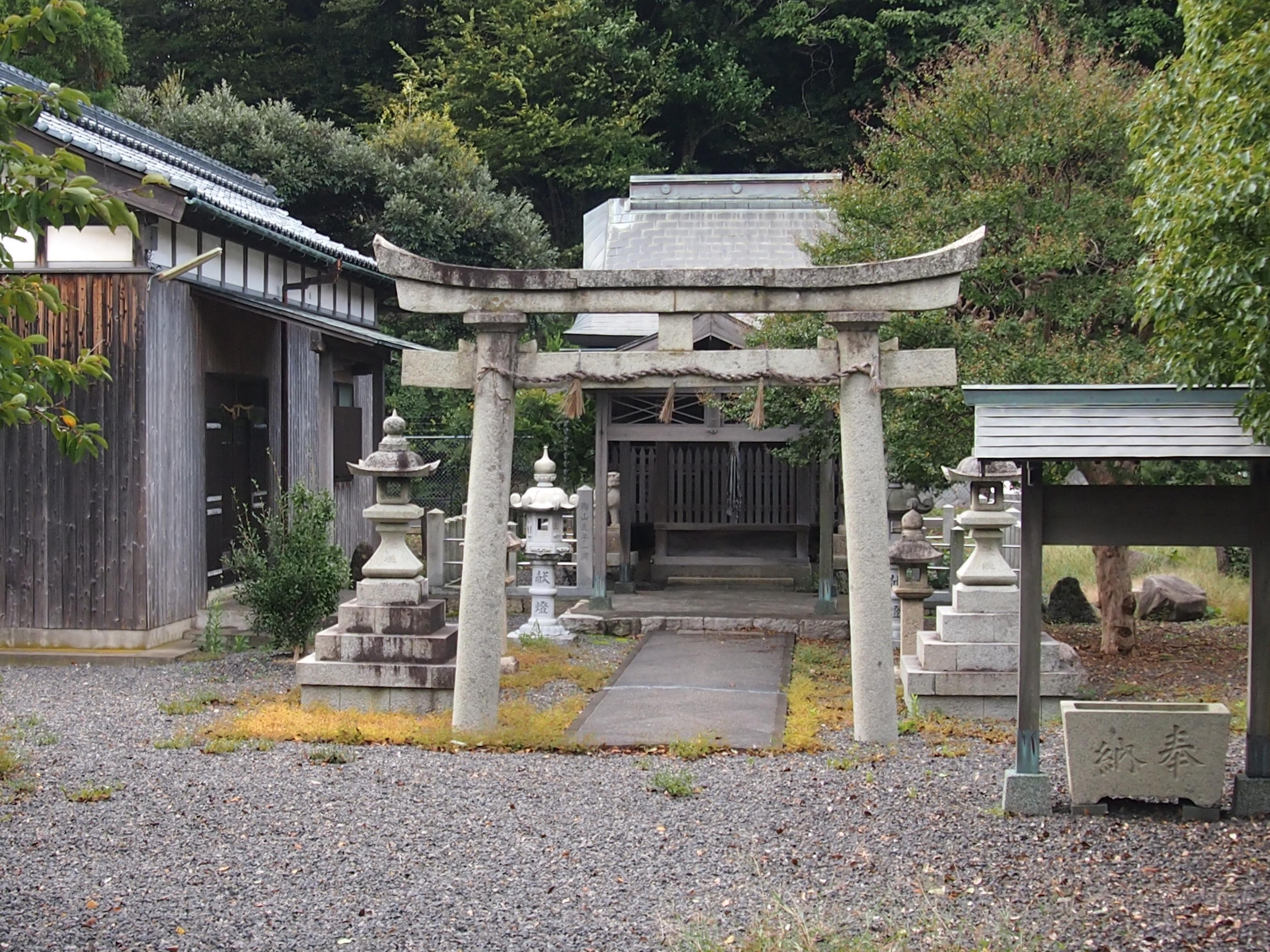
鞠山神社

鞠山騒動（まりやまそうどう）は、1868年（慶應4年/明治元年）に起こった敦賀藩（鞠山藩）のお家騒動。藩士5名が京都にて家老の野口文太夫俊則を殺害した事件である。

## 概要
若狭国小浜藩の支藩である敦賀藩は、1682年（天和2年）に成立し、越前国敦賀郡の一部を所領した1万石の小藩である。現在の敦賀市鞠山付近に陣屋を構えており、鞠山藩とも呼ばれていた。幕末、7代藩主の酒井忠毗は当初江戸幕府を支持したが、新政府軍が有利な情勢に傾くと立場が危うくなり、1867年（慶応3年）6月に最後の藩主となる8代忠経に家督を譲った。
若い新藩主の忠経に対し、家老の野口文太夫は不遜な態度を取り上下をわきまえず、さらに藩政を簒奪しようと自分の子である有（たもつ）に忠経の妹を請うたとされる。
1868年3月13日（慶応4年2月20日）、忠経は朝廷参内のために家老や家臣らとともに江戸を出発し、3月12日に京都に到着した。参内が済むと、野口は忠経を遊里に誘い、放蕩に陥れようとした。また、藩政を憂う家臣らが結託し、宗家の小浜藩に家老一派の専横を訴えるも、野口はその訴状を握りつぶした。5月22日、先代藩主の命を受けた小野瓢柄が悪評の実態調査に上京した際は、野口は事実を隠蔽した。さらに、野口が忠経を藩主の座から退けて、代わりに弟の忠之丞を就けようとしているとの風聞も立った。
ここに至って、藩の行く末を案じた大澤驥申之・中村魁司隆則・加藤皷司郎吉幸・久保熊雄義致・松田重三郎教親の五名の藩士が、穏健派の家臣らの制止も聴かず、6月19日の夜、野口とその腹心の金子泰輔の宿泊先を襲い、両名を斬殺した。五名はもう1名の殺害対象である直田義外を探していたが、異変を聞きつけた野口の三男の野口銀三郎が斬り掛かって来たため、これも殺害した。この時点で夜明けとなったため、五名は宗家の小浜藩邸へ出向き、自首した。

## 五名の自裁
5名の藩士は小浜藩へ送られるも、投獄はされなかったが、彼らは強く自裁を望んだと伝わる。1869年（明治2年）に久保は病死し、1872年5月9日（明治5年4月3日）に残りの4名は来迎寺門外にて切腹した。その後、敦賀町民の募金により、来迎寺に5名の墓碑が建てられた。
- 久保熊雄義致　明治2年1月25日病死、享年22歳
- 大澤驥（はやま）申之（かねゆき）　明治5年4月3日切腹、享年27歳
- 中村魁司（かいじ）隆則　明治5年4月3日切腹、享年37歳
- 加藤皷司郎（こじろう）吉幸　明治5年4月3日切腹、享年31歳
- 松田重三郎教親　明治5年4月3日切腹、享年28歳

なお、1870年4月19日（明治3年3月19日）には敦賀藩の名を改めて正式に鞠山藩としたが、同年9月27日に同藩は小浜藩と合併して消滅し、忠経は小浜藩知事となったが、翌1871年（明治4年）の廃藩置県によって小浜藩が小浜県となると、知事を辞任し、1884年（明治17年）12月に37歳で死去した。

## 判決文
鞠山藩士5名に対する罪科の言い渡し文は以下の通り。